# Victor De Haen
Pour les articles homonymes, voir De Haen.
Victor De Haen, né à Schaerbeek en 1866 et décédé à Bruxelles en 1934, est un sculpteur bruxellois.
Victor De Haen est le fils de Jacques Philippe De Haen. Il a fait ses études de sculpture à l'Académie des Beaux-Arts de Bruxelles de 1882 à 1892.
Un grand nombre de ses œuvres sont encore visibles dans les rues et parcs bruxellois.

## Quelques œuvres
- Le Bien et le Mal, figures ailées entourant l'horloge au-dessus de la porte centrale du bâtiment de la Bourse de Bruxelles
- Le Palmier, Jardin botanique de Bruxelles
- Le Martyr, Jardin botanique de Bruxelles
- Victor Bonnevie, buste, Palais de justice de Bruxelles
- Paul Emile Janson, buste, Palais de justice de Bruxelles
- Jules Lejeune, buste, Palais de justice de Bruxelles
- Philippe de Marnix de Ste-Aldegonde (1896), rue Haute 255, Bruxelles,
- Victor Dupont, médaillon commémoratif du foyer etterbeekois; avenue Général Bernheim; Etterbeek
- Oscar Velghe, médaillon commémoratif du foyer etterbeekois, rue Jean Massart, Etterbeek
- Le Pompier, Hôtel communal de Saint-Gilles
- Antoine-Joseph Wiertz, square Père Pire, Dinant
- Déesse Athéna, buste en marbre blanc
- Allégorie de la famille, marbre blanc
- Deux figures des écoinçons des arcades du Cinquantenaire à Bruxelles (côté Tervueren)
- Monument aux morts d'Ottignies : monument originel conçu par Victor De Haen en 1921[1], enlevé par les Allemands durant la Seconde Guerre mondiale et remplacé par le monument actuel après ce conflit[1].

## Galerie de photos

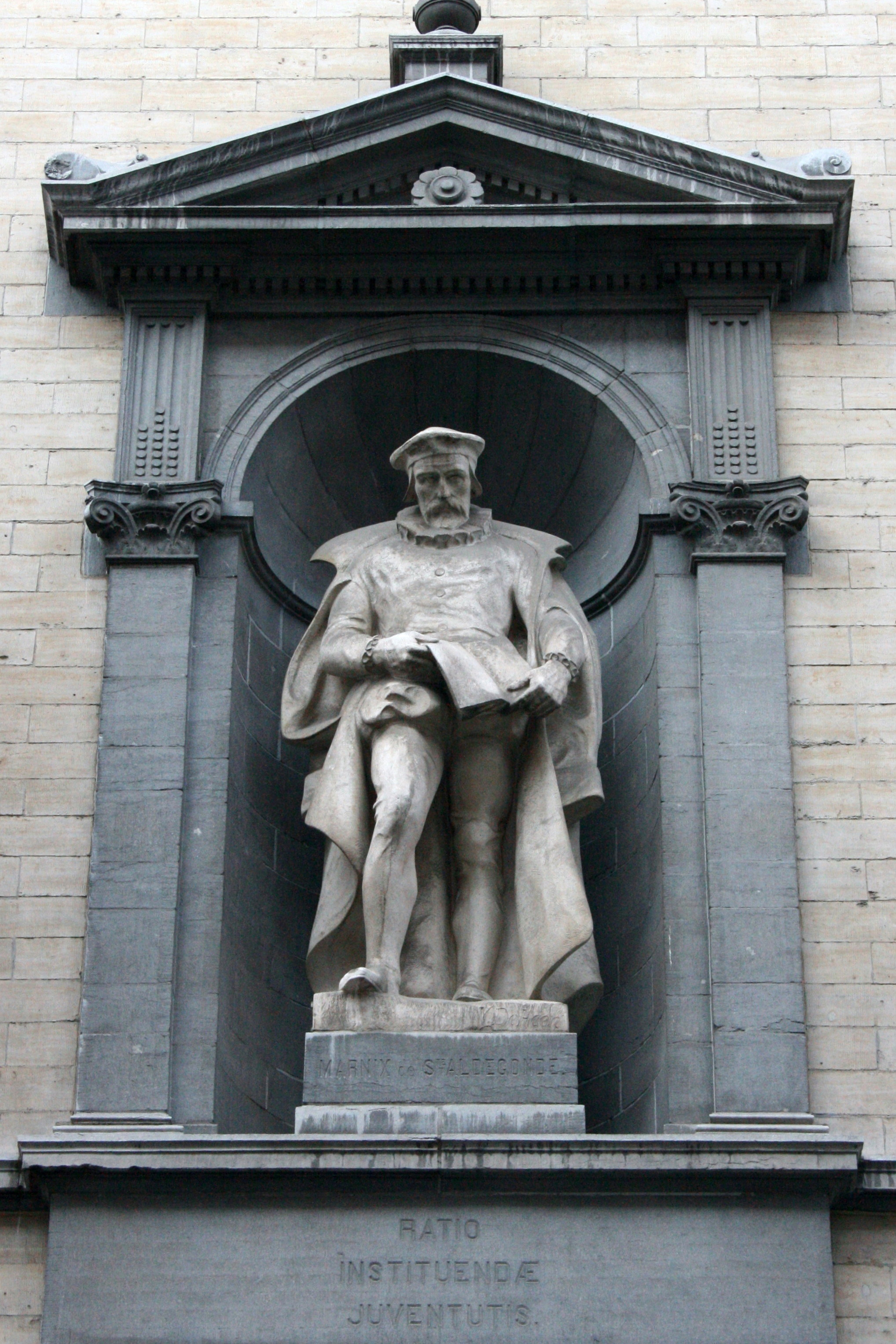
Philippe de Marnix de Sainte-Aldegonde par Victor De Haen.